# London Critics’ Circle Film Award/Bester Film
Seit 1981 wird bei den London Critics’ Circle Film Awards der beste Film mit dem Hauptpreis geehrt.
Bisher waren Woody Allen, Steven Spielberg, Alexander Payne, Ethan und Joel Coen und Jane Campion je zweimal mit ihren Filmen erfolgreich.

## Ausgezeichnete Filme
Anmerkung: Die Preisverleihung bezieht sich immer auf Filme des vergangenen Jahres, Preisträger von 2007 stammen also aus dem Filmjahr 2006.
| Verleihung | Jahr | Preisträger                                     | Deutscher Verleihtitel                     | Regie                   |
| 1.         | 1981 | Apocalypse Now                                  | Apocalypse Now                             | Francis Ford Coppola    |
| 2.         | 1982 | Chariots of Fire                                | Die Stunde des Siegers                     | Hugh Hudson             |
| 3.         | 1983 | Missing                                         | Vermißt                                    | Constantin Costa-Gavras |
| 4.         | 1984 | The King of Comedy                              | King of Comedy                             | Martin Scorsese         |
| 5.         | 1985 | Paris, Texas                                    | Paris, Texas                               | Wim Wenders             |
| 6.         | 1986 | The Purple Rose of Cairo                        | The Purple Rose of Cairo                   | Woody Allen             |
| 7.         | 1987 | A Room with a View                              | Zimmer mit Aussicht                        | James Ivory             |
| 8.         | 1988 | Hope and Glory                                  | Hope and Glory                             | John Boorman            |
| 9.         | 1989 | House of Games                                  | Haus der Spiele                            | David Mamet             |
| 10.        | 1990 | Distant Voices, Still Lives                     | Entfernte Stimmen – Stilleben              | Terence Davies          |
| 11.        | 1991 | Crimes and Misdemeanors                         | Verbrechen und andere Kleinigkeiten        | Woody Allen             |
| 12.        | 1992 | Thelma & Louise                                 | Thelma & Louise                            | Ridley Scott            |
| 13.        | 1993 | Unforgiven                                      | Erbarmungslos                              | Clint Eastwood          |
| 14.        | 1994 | The Piano                                       | Das Piano                                  | Jane Campion            |
| 15.        | 1995 | Schindler’s List                                | Schindlers Liste                           | Steven Spielberg        |
| 16.        | 1996 | Babe                                            | Ein Schweinchen namens Babe                | Chris Noonan            |
| 17.        | 1997 | Fargo                                           | Fargo                                      | Ethan und Joel Coen     |
| 18.        | 1998 | L.A. Confidential                               | L.A. Confidential                          | Curtis Hanson           |
| 19.        | 1999 | Saving Private Ryan                             | Der Soldat James Ryan                      | Steven Spielberg        |
| 20.        | 2000 | American Beauty                                 | American Beauty                            | Sam Mendes              |
| 21.        | 2001 | Being John Malkovich                            | Being John Malkovich                       | Spike Jonze             |
| 22.        | 2002 | Moulin Rouge!                                   | Moulin Rouge                               | Baz Luhrmann            |
| 23.        | 2003 | About Schmidt                                   | About Schmidt                              | Alexander Payne         |
| 24.        | 2004 | Master and Commander: The Far Side of the World | Master & Commander – Bis ans Ende der Welt | Peter Weir              |
| 25.        | 2005 | Sideways                                        | Sideways                                   | Alexander Payne         |
| 26.        | 2006 | Brokeback Mountain                              | Brokeback Mountain                         | Ang Lee                 |
| 27.        | 2007 | United 93                                       | Flug 93                                    | Paul Greengrass         |
| 28.        | 2008 | No Country for Old Men                          | No Country for Old Men                     | Ethan und Joel Coen     |
| 29.        | 2009 | The Wrestler                                    | The Wrestler                               | Darren Aronofsky        |
| 30.        | 2010 | Un prophète                                     | Ein Prophet                                | Jacques Audiard         |
| 31.        | 2011 | The Social Network                              | The Social Network                         | David Fincher           |
| 32.        | 2012 | The Artist                                      | The Artist                                 | Michel Hazanavicius     |
| 33.        | 2013 | Amour                                           | Liebe                                      | Michael Haneke          |
| 34.        | 2014 | 12 Years a Slave                                | 12 Years a Slave                           | Steve McQueen           |
| 35.        | 2015 | Boyhood                                         | Boyhood                                    | Richard Linklater       |
| 36.        | 2016 | Mad Max: Fury Road                              | Mad Max: Fury Road                         | George Miller           |
| 37.        | 2017 | La La Land                                      | La La Land                                 | Damien Chazelle         |
| 38.        | 2018 | Three Billboards Outside Ebbing, Missouri       | Three Billboards Outside Ebbing, Missouri  | Martin McDonagh         |
| 39.        | 2019 | Roma                                            | Roma                                       | Alfonso Cuarón          |
| 40.        | 2020 | Parasite                                        | Parasite                                   | Bong Joon-ho            |
| 41.        | 2021 | Nomadland                                       | Nomadland                                  | Chloé Zhao              |
| 42.        | 2022 | The Power of the Dog                            | The Power of the Dog                       | Jane Campion            |
| 43.        | 2023 | Tár                                             | Tár                                        | Todd Field              |
| 44.        | 2024 | The Zone of Interest                            | The Zone of Interest                       | Jonathan Glazer         |
| 45.        | 2025 | The Brutalist                                   | Der Brutalist                              | Brady Corbet            |